# 小行星6652
小行星6652（英語：6652）是一颗围绕太阳公转的小行星。1991年9月16日，亨利·E·霍爾特在帕洛马山发现了此天体。
这颗小行星的绝对星等为303.22846等。